# Ochai Agbaji
Ochai Young Agbaji (Milwaukee, 20 de abril de 2000) é um jogador norte-americano de basquete profissional que atualmente joga pelo Toronto Raptors da National Basketball Association (NBA).
Ele jogou basquete universitário pela Universidade de Kansas e liderou a equipe ao titulo nacional e foi nomeado o MVP do Final Four. Agbaji foi selecionado pelo Cleveland Cavaliers como a 14ª escolha geral no draft da NBA de 2022. No entanto, ele foi negociado com o Utah Jazz em setembro antes de disputar uma partida oficial pelo Cleveland. Ele foi negociado com o Toronto Raptors em 2024. 

## Primeiros anos
Agbaji nasceu em Milwaukee, Wisconsin, mas cresceu em Kansas City, Missouri. Ele começou a jogar futebol quando criança, incentivado pelo pai, e também basquete na Amateur Athletic Union (AAU). Agbaji parou de jogar futebol no segundo ano do ensino médio para se concentrar no basquete. Ele cresceu 22 cm entre seu primeiro e terceiro ano.
Em sua carreira no basquete na Oak Park, Agbaji não recebeu ofertas dos grandes programas universitários até sua última temporada. Em seu último ano, ele teve médias de 27,6 pontos e 8,6 rebotes e foi nomeado Jogador do Ano. Agbaji foi considerado um recruta de três estrelas pela 247Sports e Rivals. Em 8 de fevereiro de 2018, ele se comprometeu a jogar basquete universitário pela Universidade de Kansas, recusando as ofertas de Texas A&M e Wisconsin.

## Carreira universitária
Agbaji começou sua temporada de calouro na Universidade de Kansas como um jogador redshirt. No início de janeiro de 2019, ele foi ativado no elenco porque Kansas precisava de profundidade depois que Udoka Azubuike sofreu uma lesão que encerrou sua temporada e Silvio De Sousa enfrentou problemas de elegibilidade. Em 29 de janeiro, Agbaji fez sua primeira partida como titular, marcando 24 pontos, pegando sete rebotes e roubando a bola duas vezes em uma derrota para Texas. Em sua partida seguinte, ele registrou seu primeiro duplo-duplo em uma vitória sobre Texas Tech. Agbaji foi nomeado o Novato da Semana da Big 12 por essas duas performances. Agbaji teve médias de 8,5 pontos e 4,6 rebotes em 22 jogos, incluindo 16 partidas como titular em seu primeiro ano.
Em 5 de novembro de 2019, Agbaji fez sua estreia na segunda temporada, marcando 15 pontos em uma derrota para Duke no Champions Classic. Em seu segundo ano, ele teve médias de 10 pontos e 4,2 rebotes e terminou em segundo na equipe com 46 arremessos de três pontos. Agbaji teve média de 14,1 pontos em seu terceiro ano. Em 8 de abril de 2021, ele declarou-se para o draft da NBA de 2021, mantendo sua elegibilidade universitária.
Agbaji fez sua estreia na última temporada universitária em 9 de novembro de 2021, registrando 29 pontos em uma vitória por 87-74 contra Michigan State no Champions Classic. Em 24 de janeiro de 2022, ele marcou 37 pontos, estabelecendo seu recorde pessoal, em uma vitória por 94-91 na prorrogação dupla contra Texas Tech. No final da temporada, Agbaji foi eleito o Jogador do Ano da Big 12. Kansas venceu o Torneio da NCAA de 2022 e ele marcou 12 pontos na final do campeonato. Em 24 de abril, Agbaji declarou-se para o draft da NBA de 2022.

## Carreira profissional

### Utah Jazz (2022–2024)
Agbaji foi selecionado pelo Cleveland Cavaliers como a 14ª escolha geral no draft da NBA de 2022. Em 2 de julho de 2022, Agbaji assinou um contrato de novato de 4 anos e US$18.7 milhões com os Cavaliers.
Em 1º de setembro de 2022, Agbaji foi negociado, juntamente com Collin Sexton, Lauri Markkanen e três escolhas de primeira rodada, para o Utah Jazz em troca de Donovan Mitchell. Ele fez sua estreia na NBA em 19 de outubro, jogando um minuto em uma vitória por 123-102 sobre o Denver Nuggets. Em 8 de abril de 2023, Agbaji marcou seu recorde pessoal de 28 pontos em uma vitória por 118-114 sobre os Nuggets.

### Toronto Raptors (2024–Presente)
Em 8 de fevereiro de 2024, Agbaji foi negociado, junto com Kelly Olynyk, com o Toronto Raptors em troca de Kira Lewis Jr. e Otto Porter Jr.. Em 27 de novembro de 2024, ele marcou 24 pontos na vitória por 119-93 contra o New Orleans Pelicans.

## Estatísticas da carreira

### NBA

#### Temporada regular
| Ano      | Equipe   | PJ  | PT | MPJ  | AP   | 3P   | LL   | RT  | AS  | BR | TO | PPJ |
| -------- | -------- | --- | -- | ---- | ---- | ---- | ---- | --- | --- | -- | -- | --- |
| 2022–23  | Utah     | 59  | 22 | 20.5 | .427 | .355 | .812 | 2.1 | 1.1 | .3 | .3 | 7.9 |
| 2023–24  | Utah     | 51  | 10 | 19.7 | .426 | .331 | .750 | 2.5 | .9  | .5 | .6 | 5.4 |
| 2023–24  | Toronto  | 27  | 18 | 23.6 | .391 | .217 | .611 | 3.3 | 1.3 | .7 | .6 | 6.7 |
| Carreira | Carreira | 137 | 50 | 21.2 | .414 | .301 | .724 | 2.6 | 1.0 | .5 | .5 | 6.6 |

### Universitário
| Ano      | Equipe   | PJ  | PT  | MPJ  | AP   | 3P   | LL   | RT  | AS  | BR  | TO | PPJ  |
| -------- | -------- | --- | --- | ---- | ---- | ---- | ---- | --- | --- | --- | -- | ---- |
| 2018–19  | Kansas   | 22  | 16  | 25.9 | .449 | .307 | .694 | 4.6 | .9  | .5  | .5 | 8.5  |
| 2019–20  | Kansas   | 31  | 31  | 33.3 | .428 | .338 | .673 | 4.2 | 2.0 | 1.2 | .3 | 10.0 |
| 2020–21  | Kansas   | 30  | 30  | 33.7 | .420 | .377 | .689 | 3.7 | 1.9 | 1.1 | .5 | 14.1 |
| 2021–22  | Kansas   | 39  | 39  | 35.1 | .475 | .409 | .743 | 5.1 | 1.6 | .9  | .6 | 18.8 |
| Carreira | Carreira | 122 | 116 | 32.0 | .442 | .357 | .699 | 4.4 | 1.6 | .9  | .4 | 12.8 |

Fonte: